# Volkswagen Jetta (2005)
La Volkswagen Jetta A5 o Jetta V è un'autovettura prodotta dalla casa automobilistica tedesca Volkswagen dal 2005 al 2010.
Si tratta della quinta generazione della omonima berlina a due volumi.

## Storia
La quinta versione della Jetta fu presentata al Los Angeles Auto Show del 5 gennaio 2005. La sua produzione, per tutto il mercato mondiale, avvenne a Puebla, in Messico. 
La quinta serie della Jetta venne commercializzata negli Stati Uniti prima di qualsiasi altro paese, riflettendo l'importanza dell'auto in quel mercato per Volkswagen. Successivamente, dalla fine del 2005, venne venduta anche in Europa, dove fu ripristinato il nome Jetta. 
La vettura era più grande della versione precedente ed era molto simile alla sesta serie della VW Passat, rispetto a cui era però più corta e di classe inferiore. Rispetto alla Jetta di precedente generazione la lunghezza aumenta di 170mm, la larghezza di 30mm, e il passo cresce di 70mm con un conseguente aumento dello spazio interno, in particolare per i passeggeri posteriori. Anche il baule cresce raggiungendo i 527 litri.
La Jetta di quinta generazione venne disegnata da Walter de Silva. Per la prima volta condivideva anche il frontale con la sorella a 2 volumi Golf, dalla quale derivava direttamente, conservandone l'intera meccanica e di cui costituiva una semplice versione a 3 volumi. Tuttavia la Jetta è caratterizzata da una grande griglia cromata che si estende fino al paraurti e che è simile a quella adottata nella Golf R32. La parte posteriore è invece simile a quella della Passat B6.

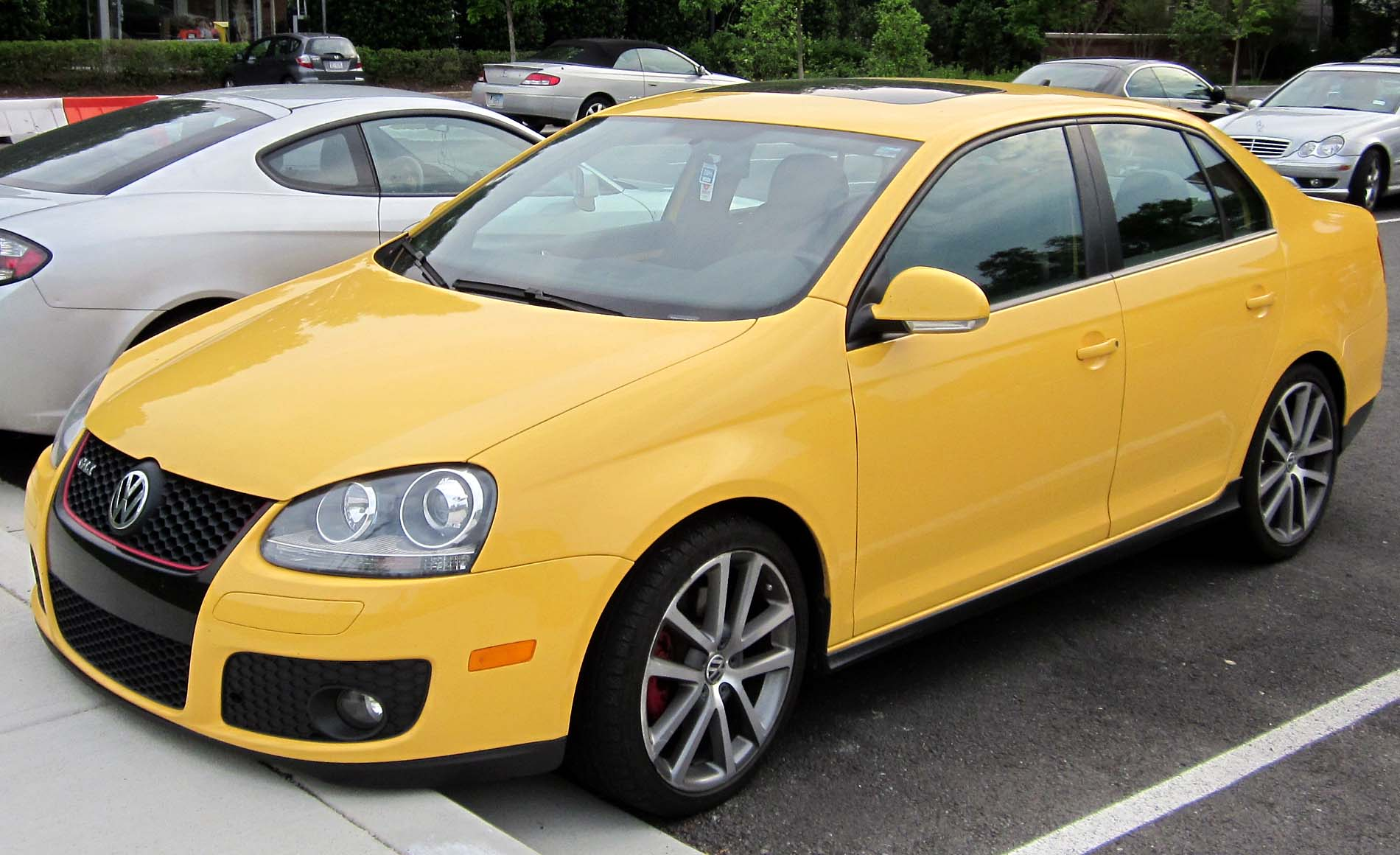
Una Volkswagen Jetta A5 GLI

La maggiore innovazione era data dall'introduzione, per la prima volta su questo modello, delle sospensioni posteriori a ruote indipendenti. Altre novità sono lo sterzo elettromeccanico, il controllo della stabilità e altre innovazioni.

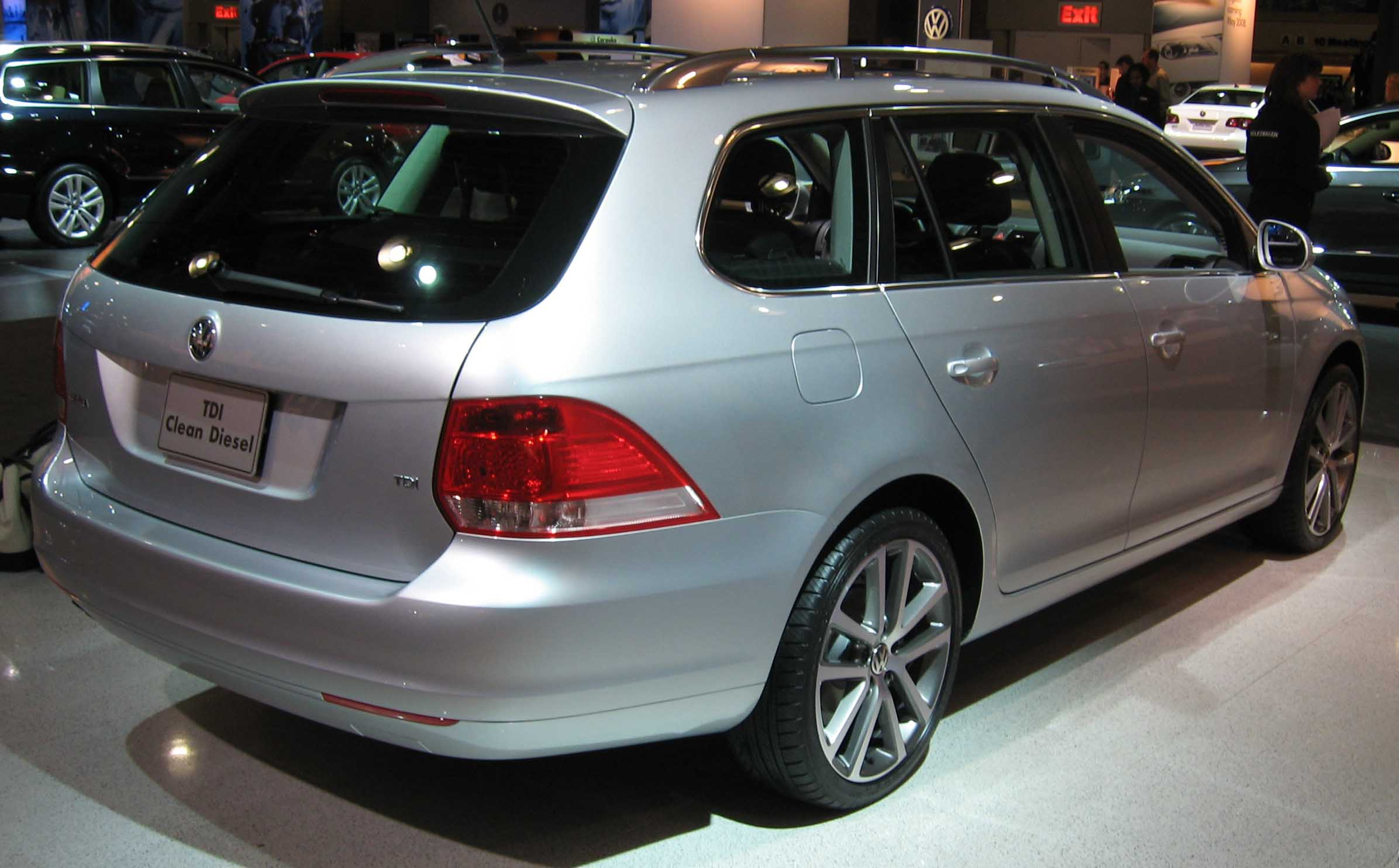
Una Volkswagen Jetta A5 Variant

In Europa l'annuncio della Jetta A5 avvenne nel maggio del 2005. Gli allestimenti disponibili erano tre: Trendline,  Comfortline e Sportline, riservato alle motorizzazioni più potenti.
I motori disponibili al debutto erano il 1.6 nelle varianti da 102cv (77 kW)  e 115 cv (85 kW), quest’ultimo con tecnologia FSI, e il 2.0 FSI da 150cv (110 kW). Come motore diesel erano presenti il 1.9 TDI da 105cv (77 kW) e il 2.0 TDI da 140cv (103 kW). Su alcune versioni era disponibile il sistema a doppia frizione DSG.
Nel 2006 viene presentata una nuova versione a benzina, che si pone al vertice della gamma, equipaggiata con il 2.0 TFSI da 200cv (147 kW) disponibile con il solo allestimento Sportline.
Alla fine del 2006 debuttano i nuovi motori 1.4 TSI che progressivamente sostituiscono i motori con tecnologia FSI; in particolare la Jetta venne prodotta con tre differenti livelli di potenza 122cv (90 kW), 140cv (103 kW) e 170cv (125 kW).
Nel 2007 viene introdotta una versione familiare. In alcuni mercati come quello statunitense, la vettura viene denominata Jetta SportWagen. In Europa, tuttavia, questa versione non è stata importata, anche se è di fatto identica alla Golf Variant, con finiture leggermente differenti. 
La gamma poi non subisce modifiche, se non per l’introduzione del 1.6 TDI con tecnologia common-rail e potenza di 105cv (77 kW) per sostituire la versione del 1.9 TDI di pari potenza durante il 2009.
Nel 2010 termina la produzione per lasciare il posto alla generazione successiva di Jetta. 

### Altre versioni
La Jetta A5 è entrata in vendita sul mercato americano dal marzo del 2005, sovrapponendosi in parte all'ultimo modello della A4. Come motore base era disponibile un cinque cilindri in linea 2.5 a benzina 20 valvole a doppio albero a camme da 150 hp (111 kW). Questo motore era stato ottenuto dimezzando il V10 della Lamborghini. Come alternative vi erano il motore diesel 1.9 TDI con 100 hp (74 kW) e il 2.0 TFSI benzina nella sua versione più potente.
In Cina, la Jetta V è venduta con il nome di VW Sagitar. In Argentina e Cile, viene ripreso il nome Vento mentre in Messico il nome Bora.

## Motorizzazioni
| Modello            | Disponibilità    | Motore  | Cilindrata (cm³) | Potenza         | Coppia max (Nm) | Emissioni CO2 (g/km) | 0–100 km/h (secondi) | Velocità max (km/h) | Consumo medio (km/l) |
| 1.4 16V TSI        | dal 2007 al 2010 | Benzina | 1390             | 90 Kw (122 Cv)  | 200             | 149                  | 9.8                  | 199                 | 15.1                 |
| 1.4/140 Cv 16V TSI | dal 2006 al 2008 | Benzina | 1390             | 103 Kw (140 Cv) | 220             | 169                  | 9.3                  | 207                 | 13.5                 |
| 1.4/170 Cv 16V TSI | dal 2006 al 2007 | Benzina | 1390             | 125 Kw (170 Cv) | 240             | 174                  | 8.3                  | 222                 | 13.0                 |
| 1.6                | dal 2005 al 2010 | Benzina | 1595             | 75 Kw (102 Cv)  | 148             | 176                  | 12.2                 | 186                 | 12.8                 |
| 1.6 16V FSI        | dal 2005 al 2007 | Benzina | 1595             | 85 Kw (115 Cv)  | 155             | 165                  | 11.1                 | 194                 | 13.9                 |
| 2.0 16V FSI        | dal 2005 al 2007 | Benzina | 1984             | 110 Kw (150 Cv) | 200             | 187                  | 9.2                  | 211                 | 12.1                 |
| 2.0 16V TFSI       | dal 2006 al 2007 | Benzina | 1984             | 147 Kw (200 Cv) | 280             | 192                  | 7.5                  | 235                 | 11.9                 |
| 1.6 TDI DPF        | dal 2009 al 2010 | Diesel  | 1598             | 77 Kw (105 Cv)  | 250             | 122                  | 11.3                 | 187                 | 20.5                 |
| 1.9 TDI            | dal 2005 al 2009 | Diesel  | 1896             | 77 Kw (105 Cv)  | 250             | 138                  | 11.9                 | 189                 | 18.4                 |
| 2.0 16V TDI        | dal 2005 al 2009 | Diesel  | 1968             | 103 Kw (140 Cv) | 320             | 151                  | 9.7                  | 207                 | 17.2                 |